# یوری بوگاتیریوف
یوری بوگاتیریوف (روسی: Ю́рий Гео́ргиевич Богатырёв؛ IPA: [ˈjʉrʲɪj ɡʲɪˈorɡʲɪjɪvʲɪtɕ bəɡətɨˈrʲɵf]؛ ۲ مارس ۱۹۴۷ – ۲ فوریهٔ ۱۹۸۹) یک هنرپیشه اهل اتحاد جماهیر شوروی سوسیالیستی بود.
از فیلم‌ها یا برنامه‌های تلویزیونی که وی در آن نقش داشته است می‌توان به چشمان سیاه و چند روز از زندگی ابلوموف اشاره کرد.